# Халилзаде, Шоджа
Шоджа Халилзаде (перс. شجاع خلیل زاده‎; род. 14 мая 1989, Бахнемир, Мазендеран) — иранский футболист, центральный защитник катарского клуба «Аль-Ахли» и национальной сборной Ирана.

## Клубная карьера
Профессиональную карьеру начал в 2008 году в клубе «Мес» (Расфанджан), выступавшем в Лиге Азадеган. В 2010 году перешёл к в клуб «Мес» (Керман), выступавшему в Про-лиге. Летом 2013 года перебрался в «Сепахан», с которым выиграл Про-лигу Ирана 2014/15 годов.
В мае 2017 года перешёл в один из сильнейших клубов Ирана «Персеполис», с которым подписал 2-летний контракт. В своём дебютном поединке за новый клуб в Про-лиге отличился голом в воротах соперников из клуба «Фулад».
В первом международном матче забил за «Персеполис» в поединке 1/4 финала Лиги чемпионов АФК против клуба «Аль-Ахли». В третьем туре Лиге чемпионов АФК «Персеполис», играл с саудовским клубом «Аль-Ахли», при счёте 0:0 Халилзаде проявил ловкость, удачно сгруппировался и «ударом ножницами» открыл счёт в матче. Позже этот гол был признан болельщиками лучшим на групповом этапе Лиги чемпионов АФК 2019.
25 октября 2020 года в последний день летнего трансферного окна катарский клуб «Аль-Райян» объявил о заключении с Халилзаде двухлетнего контракта. В 2022 году перешёл в другой клуб из Катара «Аль-Ахли».

### Клубная статистика
| Клубные выступления | Клубные выступления | Клубные выступления | Лига  | Лига | Кубок       | Кубок       | Континентальные матчи | Континентальные матчи | Всего | Всего |
| Клуб                | Лига                | Сезон               | Матчи | Голы | Матчи       | Голы        | Матчи                 | Голы                  | Матчи | Голы  |
| Иран                | Иран                | Иран                | Лига  | Лига | Кубок Хазфи | Кубок Хазфи | Азия                  | Азия                  | Всего | Всего |
| ------------------- | ------------------- | ------------------- | ----- | ---- | ----------- | ----------- | --------------------- | --------------------- | ----- | ----- |
| «Мес» (Рафсанджан)  | Дивизион 1          | 2008-09             | 20    | 0    | 4           | 0           | -                     | -                     | 24    | 0     |
| «Мес» (Рафсанджан)  | Дивизион 1          | 2009-10             | 22    | 1    | 3           | 0           | -                     | -                     | 25    | 1     |
| Всего               | Всего               | Всего               | 42    | 1    | 7           | 0           | -                     | -                     | 49    | 1     |
| «Мес» (Кермен)      | Про-лига            | 2010-11             | 24    | 0    | 1           | 0           | -                     | -                     | 25    | 0     |
| «Мес» (Кермен)      | Про-лига            | 2011-12             | 28    | 1    | 3           | 0           | -                     | -                     | 31    | 1     |
| «Мес» (Кермен)      | Про-лига            | 2012-13             | 22    | 0    | 1           | 0           | -                     | -                     | 23    | 0     |
| Всего               | Всего               | Всего               | 74    | 1    | 5           | 0           | -                     | -                     | 79    | 1     |
| «Сепахан»           | Про-лига            | 2013-14             | 26    | 0    | 1           | 0           | 6                     | 0                     | 33    | 0     |
| «Сепахан»           | Про-лига            | 2014-15             | 9     | 0    | 0           | 0           | -                     | -                     | 9     | 0     |
| «Трактор»           | Про-лига            | 2015-16             | 23    | 2    | 3           | 0           | 4                     | 1                     | 30    | 3     |
| «Сепахан»           | Про-лига            | 2016-17             | 23    | 0    | 4           | 0           | -                     | -                     | 27    | 0     |
| Всего               | Всего               | Всего               | 81    | 2    | 8           | 0           | 10                    | 1                     | 99    | 3     |
| «Персеполис»        | Про-лига            | 2017-18             | 27    | 3    | 3           | 1           | 11                    | 1                     | 41    | 5     |
| «Персеполис»        | Про-лига            | 2018-19             | 27    | 2    | 4           | 0           | 10                    | 2                     | 41    | 4     |
| «Персеполис»        | Про-лига            | 2019-20             | 14    | 1    | 2           | 0           | 2                     | 0                     | 17    | 1     |
| «Персеполис»        | Всего               | Всего               | 68    | 6    | 9           | 1           | 23                    | 3                     | 100   | 10    |
| Всего за карьеру    | Всего за карьеру    | Всего за карьеру    | 265   | 10   | 29          | 1           | 33                    | 4                     | 327   | 15    |

## Карьера в сборной
В национальной сборной дебютировал 5 июля 2009 года в товарищеском матче против сборной Ботсваны (1:1), который проходил в Габороне. В 2012 году через три года после дебюта тренер национальной сборной Ирана Карлуш Кейрош вновь привлёк Шоджа к матчам национальной сборной Ирана, под руководством нового тренера он дебютировал в победном поединке против сборной Мозамбика (3:0). На протяжении пяти лет с 2014 по 2019 год, к играм национальной сборной не привлекался.
В октябре 2020 года вновь получил вызов в сборную на товарищеский матч против сборной Узбекистана (2:1). После этого из поля зрения главного тренера не выпадал. В ноябре 2022 года был включён в окончательный список футболистов которые попали в заявку сборной Ирана для участия в матчах чемпионата мира 2022 года в Катаре.

## Достижение
«Сепахан»
- Про-лига Персидского залива
  - Чемпион: 2014/15

«Персеполис»
- Про-лига Персидского залива
  - Чемпион (3): 2017/18, 2018/19, 2019/20
- Кубок Хазфи
  - Обладатель (1): 2018/19
- Суперкубок Ирана
  - Обладатель (3): 2017, 2018, 2019
- Лига чемпионов АФК
  - Финалист: 2018

### Индивидуальные
- Лучший гол Лиги чемпионов АФК: 2019